# Eremochloa zeylanica
Eremochloa zeylanica är en gräsart som först beskrevs av Henry Trimen, och fick sitt nu gällande namn av Eduard Hackel. Eremochloa zeylanica ingår i släktet Eremochloa och familjen gräs.
Artens utbredningsområde är Sri Lanka. Inga underarter finns listade i Catalogue of Life.